# 绿花玉凤花
绿花玉凤花（学名：Habenaria viridiflora）为兰科玉凤花属下的一个种。

## 扩展阅读
- 維基物種上的相關：绿花玉凤花